# Piotr Jankowski (lekarz)
Piotr Jankowski (ur. 23 listopada 1970) – polski kardiolog, internista, nauczyciel akademicki, profesor nauk medycznych.

## Życiorys
W 1995 ukończył studia w Wydziale Lekarskim Collegium Medicum Uniwersytetu Jagiellońskiego. W 1999 uzyskał specjalizację I stopnia, a następnie w 2004 specjalizację II stopnia w dziedzinie chorób wewnętrznych i w 2007 specjalizację w dziedzinie kardiologii. W 2008 jako pierwszy w Polsce uzyskał Accreditation in Intensive and Acute Cardiac Care.
Stopień doktora nauk medycznych uzyskał w 2001 w Collegium Medicum Uniwersytetu Jagiellońskiego na podstawie dysertacji pt. Ocena realizacji prewencji wtórnej choroby niedokrwiennej serca w wybranej grupie chorych. W 2007 w tej samej uczelni uzyskał stopień doktora habilitowanego na podstawie pracy pt. Prognostyczne znaczenie pulsacyjnej komponenty ciśnienia tętniczego u chorych poddanych badaniu koronarograficznemu. W 2012 został mianowany profesorem nadzwyczajnym UJ. Tytuł naukowy profesora nauk medycznych został mu nadany w 2016.
Od początku kariery zawodowej związany z Collegium Medicum UJ, w którym zdobywał kolejne awanse akademickie i kliniczne.Przez wiele lat pracował w I Oddziale Klinicznym Kardiologii i Elektrokardiologii Interwencyjnej oraz Nadciśnienia Tętniczego Szpitala Uniwersyteckiego w Krakowie. 
Od 2021 związany zawodowo z Centrum Medycznego Kształcenia Podyplomowego, jako kierownik Katedry i Kliniki Chorób Wewnętrznych i Gerontokardiologii CMKP oraz kierownik Zakładu Epidemiologii i Promocji Zdrowia w Szkole Zdrowia Publicznego CMKP. Ponadto Zastępca Dyrektora ds. Lecznictwa w Samodzielnym Publicznym Szpitalu Klinicznym im. prof. W. Orłowskiego CMKP. W dniu 25 września 2024 wybrany przez Radę Naukową CMKP na stanowisko Zastępcy Dyrektora - Prorektora ds. Naukowych w kadencji 2024-2028.
W 2023 wybrany na członka Komitetu Zdrowia Publicznego Polskiej Akademii Nauk na kadencję 2024–2027.
Członek Polskiego Towarzystwa Kardiologicznego, w m.in. przewodniczący Sekcji Prewencji i Epidemiologii (2009-2011) i Komisji Promocji Zdrowia (2011-2017) oraz sekretarz (2017-2019). Ponadto Członek m.in. Zarządu Towarzystwa Lekarskiego Krakowskiego, Europejskiego Towarzystwa Kardiologicznego i Polskiego Towarzystwa Nadciśnienia Tętniczego.
Autor i współautor ponad 600 publikacji naukowych oraz projektów poprawiających organizację opieki medycznej w Polsce. Recenzent polskich i zagranicznych czasopism naukowych. Jego najważniejsze obszary zainteresowań kliniczno-naukowych to profilaktyka chorób układu krążenia i zdrowie publiczne, ryzyko sercowo-naczyniowe, choroba niedokrwienna serca, leczenie nadciśnienia tętniczego, starzenie się układu krążenia, konsekwencje sercowo-naczyniowe zakażeń wirusowych i systemowe rozwiązania organizacyjne w ochronie zdrowia.
Wielokrotnie wyróżniany i nagradzany. Otrzymał m.in. nagrody Polskiego Towarzystwa Kardiologicznego, Polskiego Towarzystwa Nadciśnienia Tętniczego, Ministra Zdrowia, Fundacji Promocja Zdrowia.
Organizator szeregu konferencji naukowych, w tym m.in. cyklu konferencji pn. Kardiologia prewencyjna.